# Pallidochromis tokolosh
Pallidochromis tokolosh és una espècie de peix de la família dels cíclids i de l'ordre dels perciformes.

## Morfologia
- Els mascles poden assolir 28 cm de longitud total.[3][4]

## Hàbitat
Viu en zones de clima tropical entre 50-150 m de fondària.

## Distribució geogràfica
Es troba al llac Malawi.